# Friedrich Brockmann
Friedrich Christian Ferdinand Brockmann (* 20. Januar 1809 in Güstrow; † 1886 in Dresden) war ein deutscher Historien- und Porträtmaler sowie Fotograf.
Von 1827 bis 1829 studierte Brockmann an der Preußischen Akademie der Künste in Berlin, 1829 und 1830 an der Kunstakademie Düsseldorf. An den Berliner Akademie-Ausstellungen nahm er 1830, 1832, 1838, 1844 und 1846 teil. Um 1836 hielt er sich in Paris auf als Schüler im Atelier von Paul Delaroche und an der École des Beaux-Arts. 1838 war er in Rostock und ab 1839 war er in Dresden als Porträtmaler tätig, ab den 1850er Jahren auch als Photograph. Er eröffnete 1854 in Dresden ein Fotoatelier unter dem Namen F. & O. Brockmann. 1865 gründete er den Verlag F. & O. Brockmann, der 1869 durch Brockmanns Schwiegersohn Rudolph Tamme übernommen wurde. Ab 1870 wird Brockmann in den Dresdner Adressbüchern wieder als „Historienmaler“ geführt. Brockmann war Mitglied im Hamburger Künstlerverein von 1832.

## Werke als Photograph (Auswahl)
- Porträtfotografien Dresdener Persönlichkeiten wie Julius Schnorr von Carolsfeld, Ernst Rietschel, Ludwig Richter und Carl Gustav Carus
- Aufnahmen des Dresdener Stadtbildes.[1]